# Kamień Dedykacyjny
Kamień Dedykacyjny – wykonany z serpentynitowego bloku, o wysokości 0,88 m i szerokości 0,60 m, pamiątkowy pomnik, wystawiony z okazji uroczystego poświęcenia w 1487 roku Templo Mayor, głównej świątyni w azteckiej stolicy Tenochtitlán. Obecnie znajduje się w zbiorach Narodowego Muzeum Antropologicznego w Meksyku.
Zabytek został odnaleziony przed 1845 rokiem, w którym to ukazał się sporządzony przez José Fernando Ramíreza jego opis, zamieszczony jako dodatek w pracy W.H. Prescotta History of the conquest of Mexico. Ramírez nie zamieścił informacji o czasie i miejscu odkrycia, stąd pozostają one nieznane. Dolną część kamienia zajmuje kwadratowy kartusz, w którym zapisano datę 8 Acatl w kalendarzu azteckim, odpowiadającą dacie 1487 w kalendarzu gregoriańskim. W części górnej znajduje się natomiast relief figuralny, przedstawiający władcę (tlatoani) azteckiego Tizoca (1481–1486) i jego następcę Ahuitzotla (1486–1502). Monarchowie stoją zwróceni do siebie twarzami, odziani w ceremonialne stroje kapłańskie: krótkie tuniki xicolli, ozdobne nakrycia głowy z piór czapli aztaxelli, z torbami na kadzidło w rękach i ozdobionymi papierem torbami na tytoń na plecach. Na nogach obydwaj władcy mają ślady okaleczeń, zaś naostrzonymi długimi kośćmi nakłuwają sobie małżowiny uszne. Spływające obficie strumienie krwi spadają na ceremonialną kulę z trawy, w której tkwią kolce służące do zadawania sobie rytualnych ran, a stamtąd w głąb ziemi, w paszczę boga Tlaltecuhtli.